# Céleste Alkan
Céleste Alkan (després del matrimoni Céleste Marix) (25 de febrer de 1811 - París, 1897) fou una música francesa. Era germana del compositor Charles-Valentin Alkan.